# Потешная палата
Потешная палата государева — постройка Московского Кремля. Место выступлений скоморохов.

## История
Потешная палата государева возведена к началу XVI века. В палате выступали с целью «потехи» для московских князей скоморохи: певцы, игрецы на музыкальных инструментах, плясуны, лицедеи, акробаты и дрессировщики. Данные представления при князьях являлись традицией того времени. Об этом свидетельствуют материалы, в которых рассказываются, что уже ко второй половине XV века при дворах выступали: «трубники» (трубачи), «нагарники» (барабанщики), «набатники» (литавристы). В Потешную палату привозились люди из всей страны, в большинстве из Новогородского княжества.
Во время правления с 1613 по 1645 год царя Михаила Фёдоровича имеет место информация о том, что в Потешной палате выступали музыканты: «органники» (органисты), «цымбальники» (клавесинисты), «скрыпотчики» (скрипачи, виолончелисты) — из-за границы, в основном прибывшие из германской и польской территории. В 1630 году из Голландии взято несколько мастеров, с целью обучения в России людей игре на органе. В Потешной палате также была «потешная утварь и рухлядь». Лучшие в Московском княжестве исполнители и сочинители музыкальных произведений и мастеры по производству музыкальных инструментов приезжали в палату. Во время правления с 1645 по 1676 год царя Алексея Михайловича Потешная палата устремилась к своему пику. Царь ценил гражданское искусство при своём дворе. Потешная палата находилась в подклете Теремных покоев. Она находилась в ведении царского постельничества, позднее — в Приказа тайных дел. Охраняли палату штат из четырёх людей. Рядом с ними находились Потешные хоромы, построенные в 1646 году. В 1670-х годах вместо Потешной палаты построен кремлёвский Потешный дворец.